# Brandon Soppy
Brandon Soppy (Aubervilliers, 21 de febrero del 2002) es un futbolista francés que juega de defensa en el F. C. Lausanne-Sport de la Superliga de Suiza.

## Trayectoria
Soppy comenzó su carrera deportiva en el Stade Rennais, con el que debutó en la Ligue 1 el 20 de agosto de 2020, en un partido frente al Lille O. S. C.

## Selección nacional
Soppy fue internacional sub-16, sub-17 y sub-18 con la selección de fútbol de Francia.

## Clubes
| Club                      | País     | Año       |
| ------------------------- | -------- | --------- |
| Stade Rennais F. C. II    | Francia  | 2018-2020 |
| Stade Rennais F. C.       | Francia  | 2020-2021 |
| Udinese Calcio            | Italia   | 2021-2022 |
| Atalanta B. C.            | Italia   | 2022-2024 |
| Torino F. C. (cedido)     | Italia   | 2023-2024 |
| F. C. Schalke 04 (cedido) | Alemania | 2024      |
| Atalanta B. C. U23        | Italia   | 2024-2025 |
| F. C. Lausanne-Sport      | Suiza    | 2025-     |